# Ӂ
Ӂ, ӂ - кирилична літера, утворена від Ж. Вживається в молдовській кириличній абетці в Придністров'ї, де займає 8-му позицію. Позначає звук дзвінкий заясенний африкат [dʒ]. 
Відповідає літері g в сучасній румунській абетці, коли вона вживається перед i та e. Використовується також у кириличній абетці ґаґаузької мови.
В румунській кириличній писемності, що використовувалась до 1861, замість Ӂ використовували букву Џ. Ця ж буква донині використовується для позначки того ж звуку в сербській та македонській абетках.
В молдовську абетку Ӂ було введено постановою ради міністрів МРСР від 17 травня 1967 року.